# Parforceheide

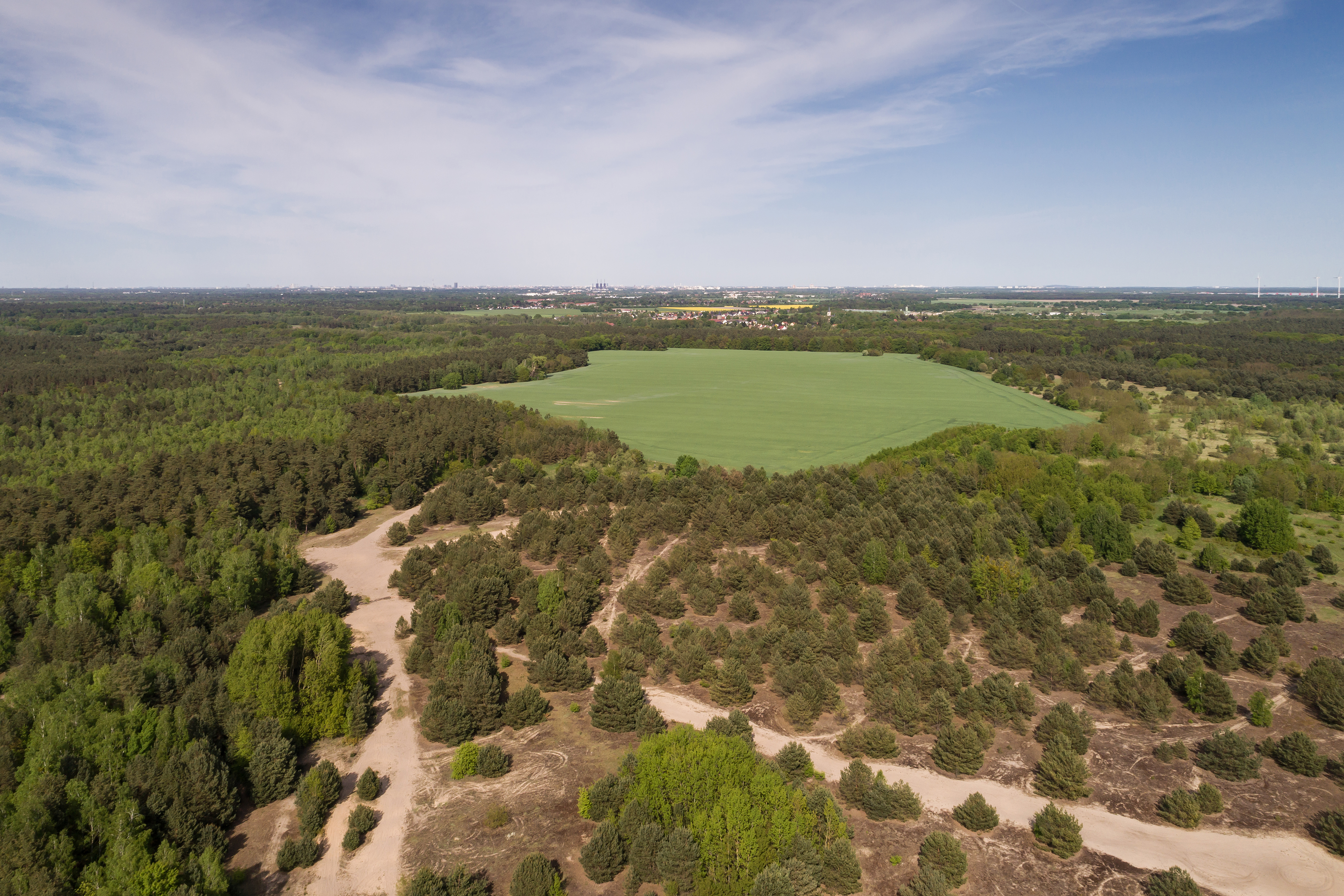
Luftaufnahme

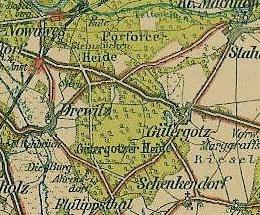
Pharus-Plan von 1903, Ausschnitt

Die Parforceheide zwischen dem Süden Berlins und dem Osten Potsdams ist eines der letzten größeren zusammenhängenden Waldgebiete in der Metropolregion Berlin-Brandenburg. Obwohl in Brandenburg gelegen, befindet sich ein Teil des Waldes im Eigentum des Landes Berlin. Die Grundlage hierfür schuf der Dauerwaldvertrag oder auch Jahrhundertvertrag von 1915. Ein rund 2350 Hektar umfassendes Gebiet ist seit 1997 als Landschaftsschutzgebiet Parforceheide ausgewiesen. Die Schutzverordnung verfolgt unter anderem das Ziel, „die Funktion des Gebietes als klimatische Ausgleichsfläche im Süden des Ballungsraumes Berlin“ zu bewahren. Der Name geht auf Parforcejagden zurück, für die König Friedrich Wilhelm I. 1730 im Wald das Jagdschloss Stern errichten ließ.

## Geografie und Geologie

### Lage

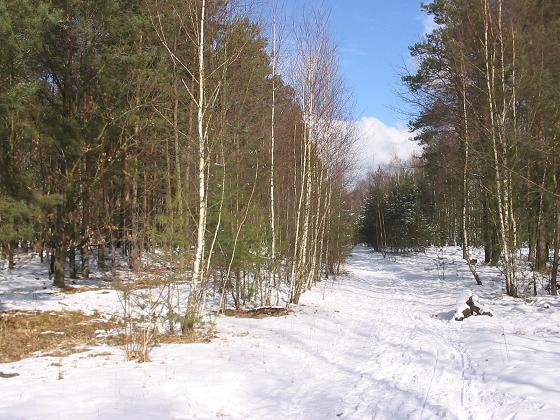
Waldbestand mit 80–85 % Kiefern sowie einigen Birken

Die nördliche Begrenzung der Parforceheide bildete bis zum Beginn des 20. Jahrhunderts das Bäkefließ, das weitgehend im Teltowkanal aufgegangen ist. Die historische Karte von 1903 neben dem Inhaltsverzeichnis verzeichnet am oberen Bildrand noch das Bäkefließ (mit seinem alten Namen Teltefließ). Seit seinem Bau zwischen 1900 und 1906 schließt der Teltowkanal den Wald nach Norden ab, noch weiter nördlich auf der anderen Kanalseite folgen die Wälder von Dreilinden. Zwischen den Teltowkanal und den Wald schiebt sich östlich der schmale Berliner Streifen Albrechts Teerofen, der hier nach Brandenburg hineinreicht, sodass ein schmaler Waldstreifen entlang des Kanals auf Berliner Gebiet liegt.
Nach Osten wird das Waldgebiet zum einen von der weiträumigen Parklandschaft des Südwestkirchhofs Stahnsdorf und des Wilmersdorfer Waldfriedhofs Stahnsdorf abgeschlossen, deren Gebiet bis zur Anlage der Friedhöfe 1909 bzw. 1920 zur Parforceheide zählte. Zum anderen begrenzt das einzige Dorf in unmittelbarer Nachbarschaft des Waldes, Güterfelde, das ehemalige Gütergotz, die Parforceheide nach Osten. Die auf manchen Karten eingezeichnete Güterfelder Heide wird vom zuständigen Forstamt Nudow der Parforceheide zugerechnet.
Die westliche Begrenzung bildet die Straße, die Berlin mit der ehemaligen Exklave Steinstücken verbindet und die auch heute noch zu Berlin gehört.
Westlich von Steinstücken schließen sich die Potsdamer Neubaugebiete Drewitz, Am Stern und Kirchsteigfeld an; ab Stern verläuft die Westbegrenzung parallel zur Autobahn A 115. Zuvor durchschneidet die Autobahn den Wald, der mit zwei Fußgängerbrücken über der Fahrbahn verbunden ist; ein 2004 neu gebauter Rastplatz an der A 115 trägt den Namen Parforceheide. Den südlichen Abschluss findet das Waldgebiet im Schnittpunkt der Straßen Güterfelde-Philippsthal und Drewitz-Ludwigsfelde. Weitere kleinere Waldparzellen liegen außerhalb der umrissenen Begrenzung und werden hier zugunsten der Übersichtlichkeit nicht genauer spezifiziert.

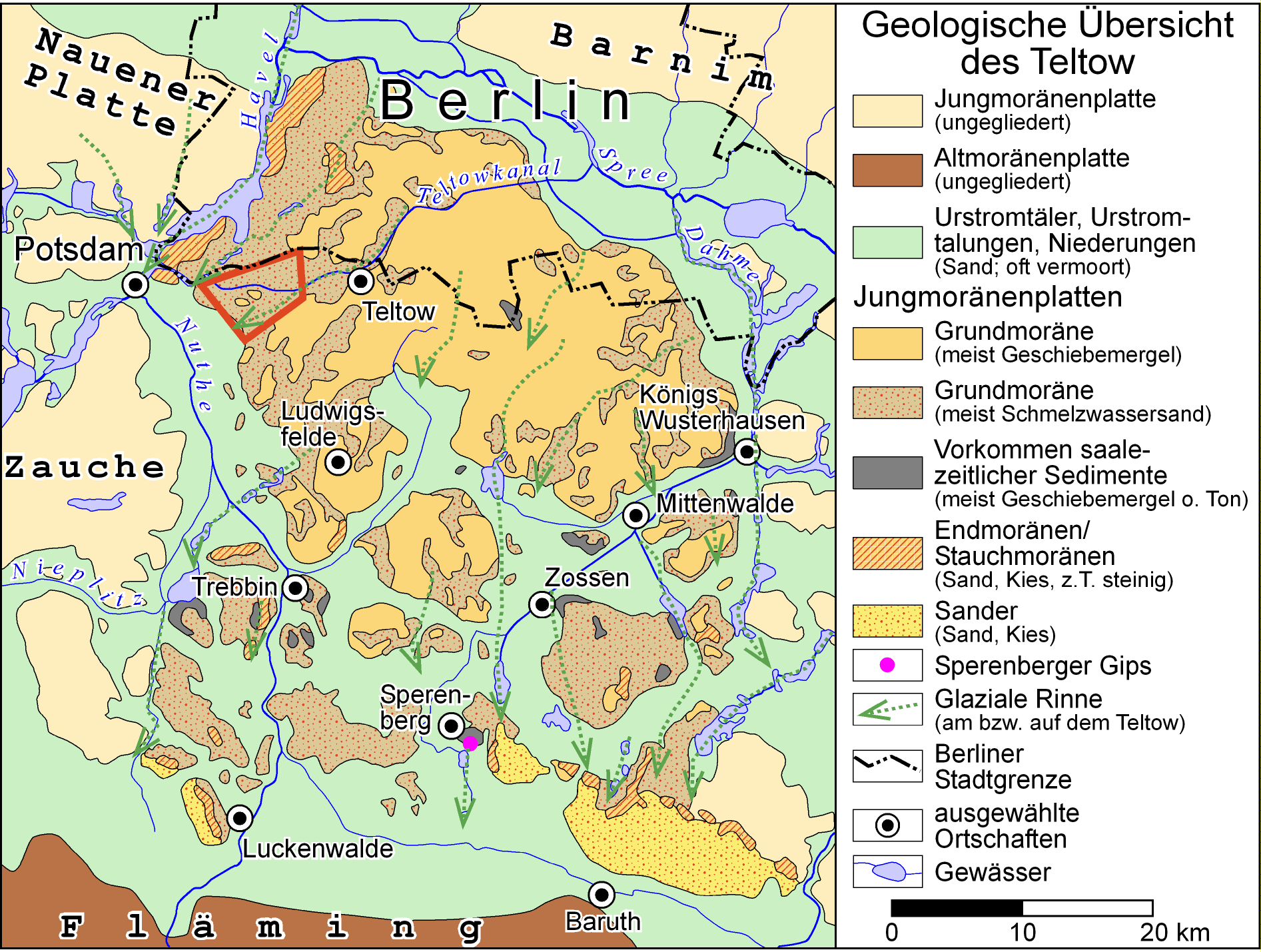
Geologischer Überblick des Teltow mit Parforceheide (rot eingerahmt)

Erwähnenswert ist die knapp 22 Hektar umfassende Ackerfläche Wüste Mark, die mitten in der Parforceheide liegt und bis 1988 als Exklave von einem Berliner Bauern aus Zehlendorf bewirtschaftet wurde.

### Eiszeit, Sand und Kiefer
Die Parforceheide gehört geologisch zur Berlin-brandenburgischen Landschaft Teltow, dessen Name auf den ursprünglichen Begriff „Telte“ für das Bäkefließ zurückgeht. Der Teltow ist eine typische Platte nördlich der Brandenburger Eisrandlage. Er entstand vor etwas mehr als 20.000 Jahren in der Weichseleiszeit. Größtenteils wird er von flachwelligen Grundmoränenflächen eingenommen. Das besondere an der Parforceheide ist, dass der für Grundmoränen typische Geschiebemergel weitgehend fehlt und deshalb ältere Ablagerungen, Schmelzwassersande aus der Vorstoßphase des Inlandeises an der Erdoberfläche anstehen. Sie sind im Durchschnitt 15 bis 20 Meter mächtig. Auf den Sanden entwickelten sich in der Nacheiszeit Braunerden, die jedoch nur eine geringe Ertragsfähigkeit aufweisen. Die für den Teltow typischen trockenen Sandböden prägen den Charakter des Waldes Parforceheide, der die nur in Ostdeutschland für grundwasserferne Waldstandorte gebräuchliche Bezeichnung „Heide“ erhielt. Mit seinem lichten Kiefernbestand bot der Wald ideale Bedingungen für das Bedürfnis von König Friedrich Wilhelm I., die für die Parforcejagd nötigen breiten Schneisen durch das Holz zu ziehen.

## Geschichte

### Parforcejagd und Stern

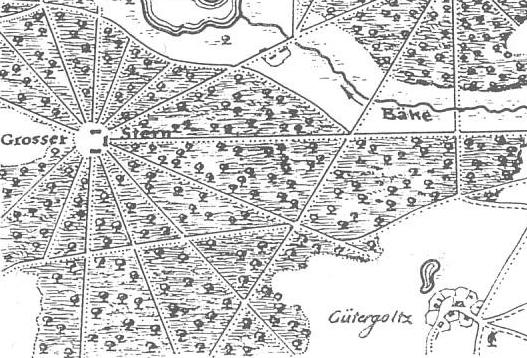
Historische Karte von 1780

Die Parforcejagden, die seit dem 16. und 17. Jahrhundert an den europäischen Höfen mit Leidenschaft betrieben wurden, gaben der Parforceheide den Namen. Die Jagdform erfordert möglichst ebene und freie Wege in einem möglichst lichten Wald mit wenig Unterholz, da die Reiter den Hundemeuten folgen müssen, die das Wild bis zur Erschöpfung hetzen. Diese Hetzjagd ist in Deutschland inzwischen verboten und wurde selbst in England, dem Land mit einer besonders gepflegten Jagdtradition und einer einflussreichen Jagdlobby, im Jahr 2005 untersagt. Die Jagd galt in der Parforceheide vor allem dem Schwarzwild und zu einem kleinen Teil dem Damwild. Rotwild soll es in den berlinnahen Wäldern schon damals nur noch in kleinen Beständen gegeben haben.
Die in Brandenburg vorhandenen Jagdanlagen waren für diese Jagdform nicht geeignet. Zu Beginn des 18. Jahrhunderts fand der „Soldatenkönig“ Friedrich Wilhelm I. mit der – seit diesem Jahr so bezeichneten – Parforceheide ein ideales Gelände und ließ zwischen 1725 und 1729 einen Raum von rund einhundert Quadratkilometern für die Parforcejagd herrichten. In rund sieben Kilometer Entfernung vom königlichen Stadtschloss entstand ein zentraler Platz, von dem sternförmig 16 schnurgerade doppelte Schneisen (Gestelle) in den Wald geschlagen wurden – mit Namen wie Priestergestell, Breites Gestell, Turmgestell oder Weg nach Kohlhasenbrück. Dieser Stern ist noch vorhanden, allerdings sind lediglich acht radial wegführende Wege beziehungsweise Straßen erhalten. Er gehört heute zum nach ihm benannten Potsdamer Ortsteil Stern. Früher gab es auch die Bezeichnung Großer Stern – nicht zu verwechseln mit dem gleichnamigen Großen Stern an der Siegessäule in Berlin.

### Jagdschloss Stern

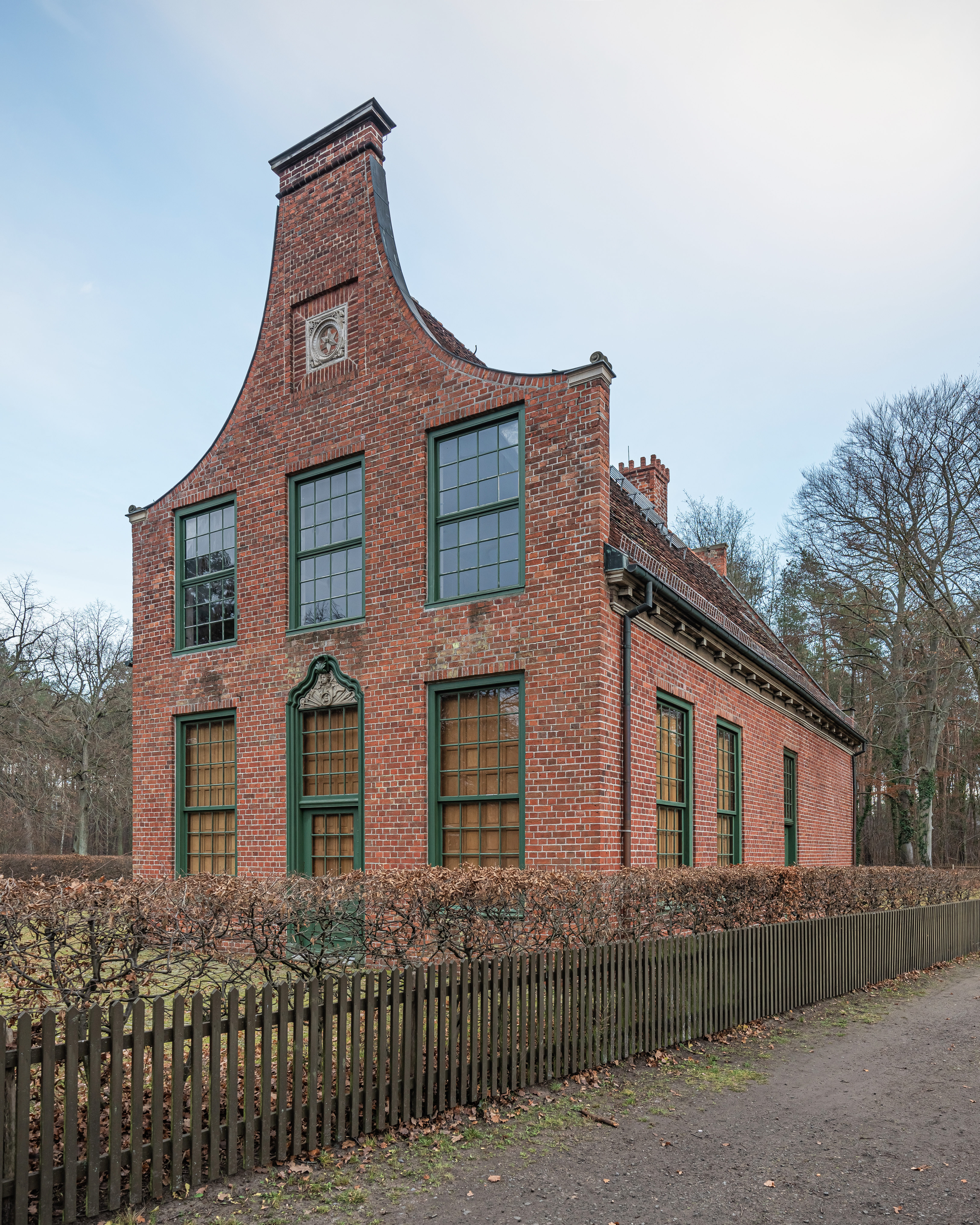
Jagdschloss Stern

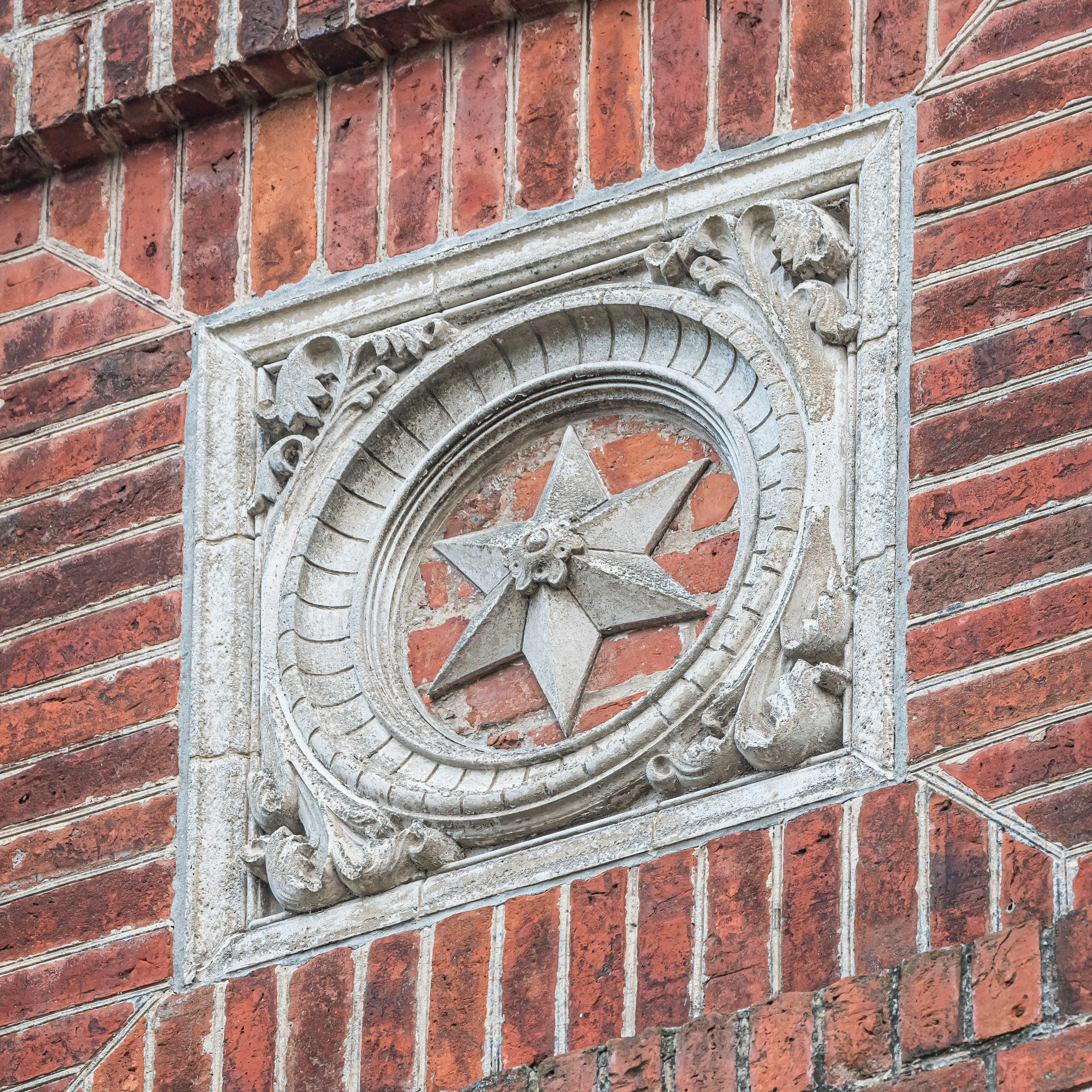
Stern am Schlossgiebel

Der Schriftsteller Theodor Fontane durchwanderte 1869 die Parforceheide über den Stern bis nach Güterfelde:

„Von Kohlhasenbrück aus schlagen wir eine südliche Richtung ein, schlängeln uns auf Fußpfaden durch ein wohlgepflegtes Gehölz und treten dann in eine Lichtung, von der aus wir strahlenförmig die Gestelle durch den Wald sich ziehen sehen. Diese Lichtung heißt der ‚Stern‘; inmitten desselben, von einigen Akazien umstanden, ein Jagdschloß gleichen Namens.“

Allerdings ist das Jagdschloss Stern, das der preußische Monarch 1730 im Wald bauen ließ, eher ein kleineres Landhaus denn ein Schloss. Fontane zufolge war das Haus

„ein holländischer Bau, quadratisch in rothem Backstein aufgeführt, mit einem Giebel in Front, einem Jagdhorn über der Thür und einem eingeätzten Stern im Mittelfenster. Es besteht nur aus einem Speisesaal, einer Küche und einem Schlafzimmer, drei Räume, die ihren Charakter bis auf die Stunde beibehalten haben.“

Ein Charakter, von dem Fontane alles andere als angetan ist, denn der Anblick der Paneele mit ihren Jagdtrophäen im Speisesaal lassen den Dichter der Mark einen „tiefe[n] und plötzliche[n] Verfall der Kunst“ beklagen, „jenseits lag die Kunst, diesseits die Barbarei.“ Das königliche Schlafzimmer erinnerte Fontane „an die Lagerstätten einer alten Schiffskajüte“ und kam ihm wie eine unheimliche Höhle vor.
Dass es sich bei dem Schlösschen um ein repräsentatives Beispiel für die „im Gegensatz zu seinen prunkliebendem Vorgänger […] spartanisch einfache Lebensführung“ des Soldatenkönigs handelt, erfahren wir von Adelheid Schendel in der 1987 von der Schlösserverwaltung herausgegebenen Broschüre Jagdschloss Stern. Danach handelt es sich um ein schlichtes holländisches Haus auf märkischem Boden. Während noch der Saal anspruchsvoll gestaltet ist, „ein wichtiges der ohnehin raren Beispiele für die Raumkunst aus der Epoche zwischen Schlüter und Knobelsdorff“, „weisen die übrigen Räume des Schlösschens die schlichte Zweckmäßigkeit holländischer Bürgerhäuser auf“. Realitätsnäher als Fontane beschreibt Adelheid Schendel auch das Bett: „Das in eine Holzwand zwischen Treppentüren eingefügte Bett im Schlafzimmer erinnert an Schiffskojen oder Bettladen in friesischen Fischer- und Seemannshäusern.“
In den 1980er Jahren erhielt das Jagdschloss eine grundlegende Sanierung, war allerdings 2005 wegen erneuter Renovierungsarbeiten wieder geschlossen. Neben dem Hauptgebäude, an dem sich das Holländische Viertel in Potsdam orientierte, blieb noch das alte Kastellanhaus erhalten, das wahrscheinlich bereits 1714 errichtet wurde. Nach Einstellung der Parforcejagden unter Friedrich II. und ihrer Wiederbelebung unter Prinz Friedrich Karl kam diese Jagdform zu Beginn des 20. Jahrhunderts endgültig zum Erliegen.

### Berliner Besitz in Brandenburg

#### Berliner Luft – Der Dauerwaldvertrag

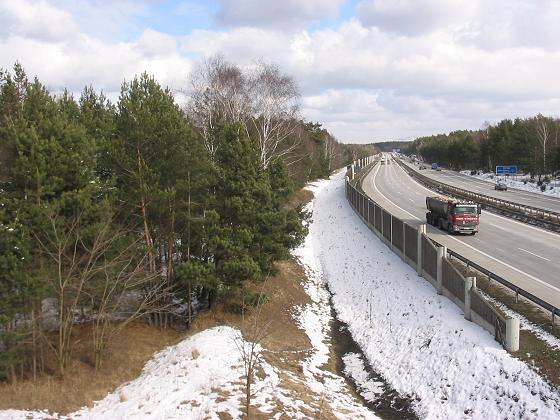
Die A 115 zerschneidet den Wald

Stern und Jagdschloss liegen heute unmittelbar neben der Autobahn 115 und sind mit Sicht- und Lärmschutzblenden vom hohen Aufkommen der sechsspurigen Verkehrsader abgeschirmt. Eine ehemalige Schneise führt per Tunnel unter der Autobahn hindurch Richtung Osten in die Parforceheide, westlich schließen sich die Neubauviertel im Ortsteil „Stern“ an, die mitten in die Parforceheide hineingebaut wurden. Dass trotz der unmittelbaren Randlage zu den Großräumen Berlin und Potsdam und trotz massiver, nicht mehr wieder gut zu machender Eingriffe in das Landschaftsschutzgebiet mit Bauten wie der autobahnähnlichen Nuthe-Schnellstraße und dem Autobahnkreuz Potsdam große Teile der Waldlandschaft erhalten blieben, geht nicht zuletzt auf einen Beschluss der Berliner Stadtväter in den Jahren 1915 und 1920 bei der Gründung des Großraums Berlin zurück.
Der Dauerwaldvertrag, auch als Jahrhundertvertrag bezeichnet, den der kommunale Zweckverband Groß-Berlin 1915 mit dem Königlich-Preußischen Staat abschloss, schrieb fest, dass die Parforceheide als Luftquelle für Berlin bestehen bleiben muss. Der Zweckverband kaufte für 50 Millionen Goldmark große Waldteile, insgesamt rund 10.000 Hektar, der Förstereien Grunewald, Tegel, Grünau, Köpenick und Potsdam vom Preußischen Staat und verpflichtete sich, die erworbenen Waldflächen weder zu bebauen noch weiterzuverkaufen, sondern auf Dauer für die Bürger als Naherholungsfläche zu erhalten.
Hintergrund der Ankäufe war neben den schon zu dieser Zeit bedeutsamen ökologischen und Erholungsaspekten die Sicherung der Wasserversorgung für die rapide wachsende Bevölkerung im Großraum Berlin sowie die Eindämmung der ausufernden Bodenspekulation.

#### Rückgabe durch die Treuhand 1995
Teile der Parforceheide gehörten zu der angekauften Fläche, die 1920 auch formalrechtlich zum Berliner Besitz kam, als der Zweckverband in den Rechtsnachfolger Stadtgemeinde Groß-Berlin überging. Juristisch hat dieser Waldteil den Status „Privatbesitz der Berliner Forsten im Land Brandenburg“. Nach der endgültigen Deutschen Teilung und Gründung der DDR 1949 war West-Berlin von der außerhalb liegenden Parforceheide abgeschnitten. Auch Ost-Berlin verlor den Besitz an der Parforceheide, als 1952 alle außerhalb Berlins gelegenen Wälder zum Volkseigentum erklärt wurden und in die Verwaltung des Landes Brandenburg beziehungsweise des Bezirks Potsdam kamen.

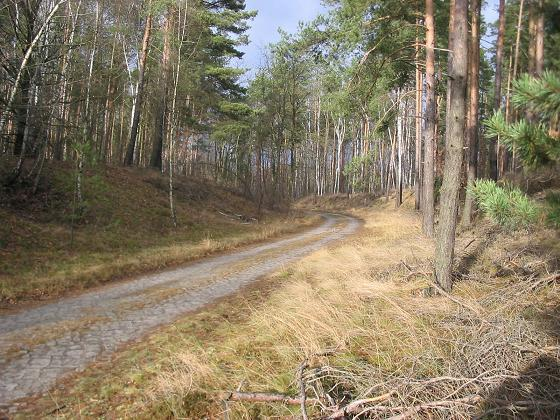
Alter Kopfsteinpflasterweg in der Parforceheide

Nach der Wiedervereinigung der getrennten Stadtteile und nach der Rückgabe der im Umland liegenden Waldgebiete durch die Treuhandanstalt 1995 gehört ein Teil des Waldes wieder der Stadt Berlin und wird von der Revierförsterei Dreilinden bewirtschaftet. Von rund 29.000 Hektar Berliner Gesamtwaldfläche befinden sich heute 16.000 Hektar in Berlin und 13.000 Hektar außerhalb in Brandenburg. Der Berliner Teil der Parforceheide liegt überwiegend im Gebiet zwischen Albrechts Teerofen, Kohlhasenbrück, Steinstücken und dem Südwestkirchhof Stahnsdorf, der gleichfalls Berliner Gebiet in Brandenburg ist (Besitz der Evangelischen Kirche). Daneben gibt es verstreute kleinere Berliner Flächen, wie beispielsweise am Güterfelder Haussee.
Neben dem Berliner Teil der Parforceheide und neben dem brandenburgischen Teil, für den die Revierförsterei Nudow (vormals Forsthaus Ahrensdorf) zuständig ist, gibt es als dritten Besitzer die Bundesrepublik Deutschland, die ehemalige Militärflächen der DDR in der Waldregion bei Güterfelde als Bundesforst hält.

## Ökologie I: Flora und Fauna
Da die „Teilung der Berliner Forsten in einen Ost- und einen Westteil […] weniger als eine Baumgeneration währte“, sind die Unterschiede in der Waldentwicklung laut Reiner Cornelius trotz unterschiedlicher Positionen „nicht so gravierend“ und können auf dem heute eingeschlagenen Weg zu naturnäheren Bestandsformen relativ problemlos ausgeglichen werden. Zudem waren die DDR-Richtlinien zur Waldbewirtschaftung noch bis 1975 vergleichsweise moderat und bei der folgenden intensivierten wirtschaftlichen Waldnutzung in Ostdeutschland erfuhren die Berliner Wälder, auch außerhalb, eine schonende Sonderbehandlung. Erheblich größeren Schaden erlitt der Wald vor der deutschen Teilung.

### Der Wald Parforceheide

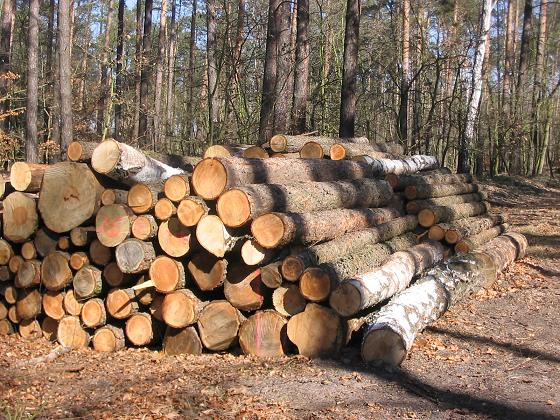
Holzwirtschaft heute

In Berlin und in der umgebenden brandenburgischen Region gibt es keine natürlichen Waldgesellschaften mehr, auch die Parforceheide gehört zu den künstlich begründeten Forstgesellschaften. Bereits die ersten Urbarmachungen und Trockenlegungen nach der Gründung der Mark Brandenburg in der Mitte des 12. Jahrhunderts veränderten das natürliche Waldgefüge. Der Druck der wachsenden Städte ließ Pechbrennereien wie Albrechts Teerofen entstehen, das Holz des Waldes wurde für Hausbau und Feuerung extensiv genutzt. Auch der spätere kurfürstlich-königliche Jagdbetrieb blieb nicht ohne Einfluss auf den Zustand des Waldes. Dem nachhaltigsten Raubbau während des Zweiten Weltkrieges und in den Notzeiten der ersten Nachkriegsjahre fielen rund 45 % der Wälder zum Opfer. Die Wiederaufforstung der Kahlflächen fand um 1950 zu einem erheblichen Teil mit der schnellwüchsigen Kiefer statt. Daher besteht die Parforceheide heute zu einem relativ hohen Anteil aus rund 50-jährigen Kiefern-Reinbeständen. Hinzu kommen ältere, noch erhaltene Kiefernrestbestände, denn die Kiefer fand schon in den Jahrhunderten zuvor die Förderung der Forstwirtschaft, da sie auf dem nährstoffarmen, aber lockeren Sandboden des Teltow gut gedeiht und die rentabilitätsorientierten Bepflanzungen schnellnutzbaren Hauptbaumschichten den Vorzug gaben (Der Nadelwald wächst schnell ins Geld).
Die natürlichen Waldgesellschaften vor dem Jahr 1200 bestanden auf den Hochflächensanden des Berliner Urstromtals aus Kiefer-Eichenwäldern. Der Anteil der Kiefer lag dabei deutlich unter 50 % – ihr heutiger Anteil beträgt im Großraum Berlin-Brandenburg rund 70 %, in der Parforceheide laut Auskunft der jeweiligen Forsthäuser im brandenburgischen Teil 80 bis 85 % und im Berliner Teil um 90 %. Mit ihren ebenfalls geringen Ansprüchen an die Nährstoff- und Wasserversorgung ergänzen vor allem Eichen, Buchen und Birken den Kiefernwald.

### Auwaldreste und Gewässer

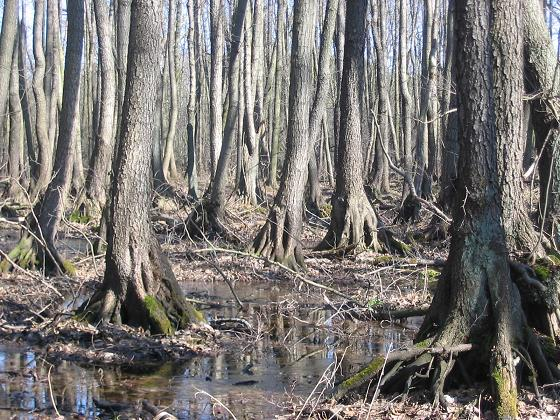
Auwald an der Großen Rohrlake

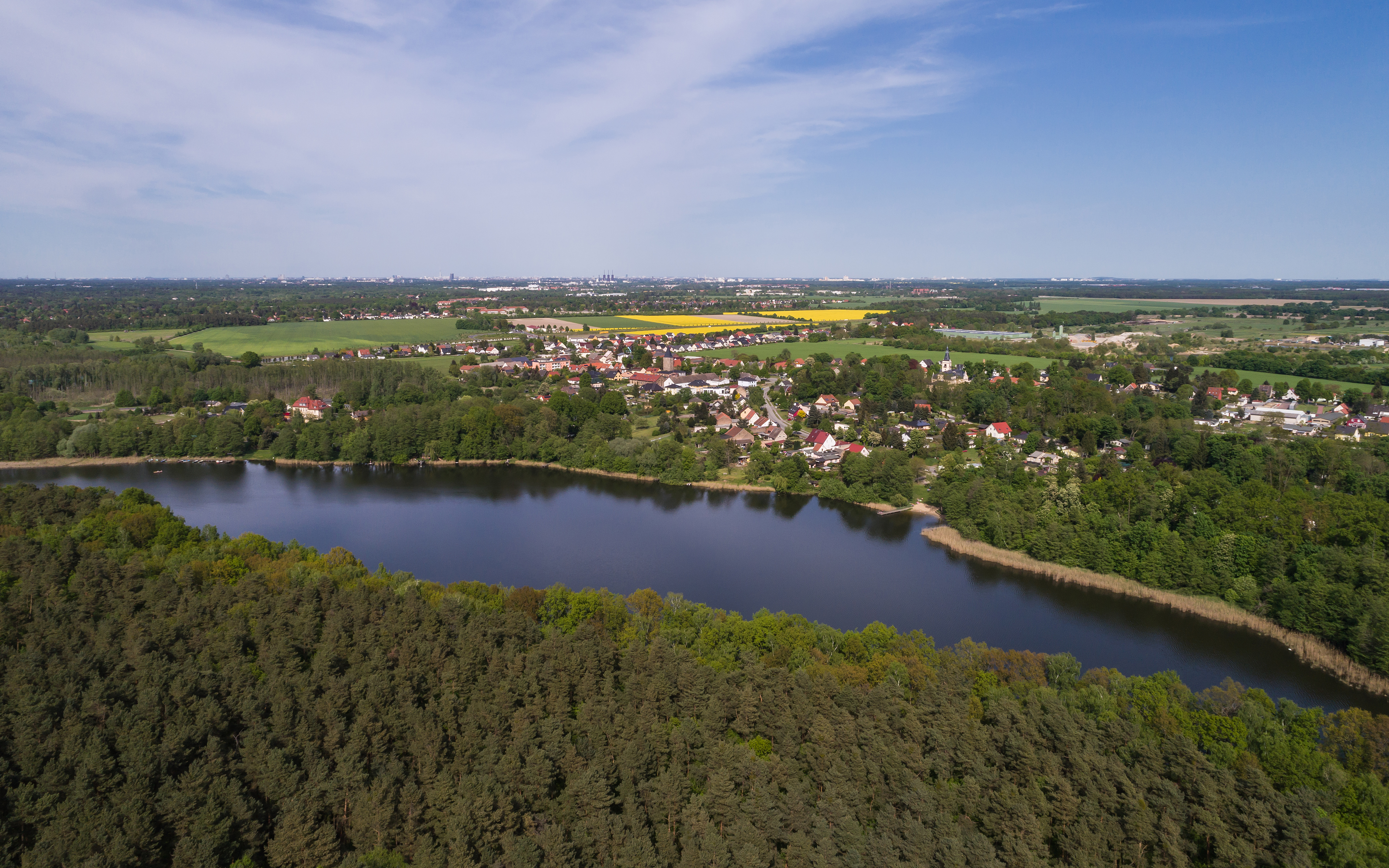
Haussee mit Güterfelde

Neben diesen Beständen verfügt die Parforceheide am Hirtengraben, vor allem in dem Wiesen- und Pfuhlgebiet der Großen Rohrlake, über kleinere Restbestände wertvoller Bruch- und Auenwälder, die allerdings nach Angabe der Försterei absterben. Der Grund liegt vornehmlich in der Austrocknung des Hirtengrabens in seinem oberen Verlauf, für die wiederum die Absenkung des Wasserspiegels am Güterfelder Haussee ursächlich ist.

#### Haussee und Hirtengraben
Der flache Eiszeitsee liegt östlich am Rand des Waldes direkt vor dem Dorf Güterfelde, seine Fläche beträgt knapp 5 Hektar. Dem wegen seiner Waldlage und seinem Badestrand als „Perle der Parforceheide“ bezeichneten Haussee drohte nach der Aufgabe der nahen ausgedehnten Rieselfelder Ende der 1980er Jahre die Verlandung. Zwar stoppte im Jahr 2003 eine 1,2 Mio. Euro teure Sanierung des Sees diesen Prozess, verhinderte jedoch nicht, dass der Wasserspiegel heute immer noch um mehr als einen Meter zu niedrig liegt. Der Hirtengraben als natürlicher Abfluss des Sees erhält damit keine Einspeisung mehr. Da der Hirtengraben das einzig größere Fließ in der Parforceheide darstellt und den gesamten Wald von Ost nach West durchquert, sind die Folgen für dessen Wasserhaushalt dramatisch und führen zum Absterben der letzten, auf hohe Feuchtigkeit angewiesenen Bruchwälder.
Durch Regeneinspeisung führt der Graben auf seinen letzten Metern in der Parforceheide ein wenig Wasser. Er verläuft unter der Autobahn hindurch nach Drewitz (selten verzeichneter Fußweg rechts und links) in das individuell gestaltete und von einem internationalen Architektenensemble nach der Wende hochgezogene Neubauviertel Kirchsteigfeld. Hier hat der Hirtengraben noch heute Fließcharakter – sehr zum Vorteil dieses Vorzeigeobjektes der architektonischen Postmoderne, das den Hirtengraben als einen zentralen Bestandteil der landschaftsprägenden Elemente in das Projekt einbezog. Durch einen beidseitig angelegten Park verläuft der Hirtengraben weiter bis zum ebenfalls erst in jüngerer Zeit angestauten und geschützten Biotop „Der Teich“. Der weitere, zur Zeit unterirdische Lauf durch die Altstadt Drewitz soll freigelegt werden. Das letzte Stück Hirtengraben fließt wieder offen und mündet in die Nuthe, die knapp zwei Kilometer westlich des Waldes parallel in Süd-Nord-Richtung zur Havel fließt.

#### Bruchwald am Teltowkanal
Neben dem Haussee gibt es an stehenden Gewässern verschiedene kleine Pfuhle und Tümpel. Das einzige größere Gewässer im Einzugsbereich der Parforceheide, der Teltowkanal, hat durch seine nördliche Randlage lediglich auf einen begrenzten, parallel zum Kanal verlaufenden Waldstreifen wasserökologischen Einfluss. Hier gibt es noch Sumpfstreifen des ehemaligen Bäketals mit alten Eichenbeständen und Auwäldern. Am Ende des Teltowkanals bei Kohlhasenbrück (siehe dort) ist nur wenige Meter hinter dem Waldrand seit 1988 das Naturschutzgebiet Bäkewiese ausgewiesen, das zwischen Kanal und Griebnitzsee eine eindrucksvolle Kormorankolonie beheimatet.

### Sonstige Flora

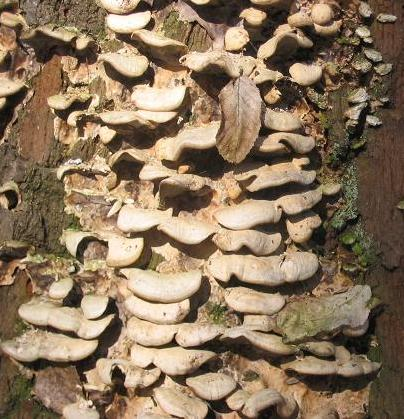
Baumpilz an Totholz

Eine natürlich herausgebildete Krautschicht und eine reich strukturierte Gehölzschicht mit der entsprechenden Fauna ist in den Berlin-brandenburgischen Wäldern und auch in der Parforceheide nicht mehr vorhanden. Laut Auskunft von Revierförster Bernd Krause entwickeln sich in den letzten Jahren allerdings ausgedehnte Heidekrautflächen, daneben sei eine deutliche Rückkehr der Blaubeere zu verzeichnen. An höhergewachsenen Sträuchern sind in nennenswertem Umfang die Späte Traubenkirsche und der Faulbaum anzutreffen. Dem Faulbaum, der bis zu sechs Meter hoch werden kann, liegen die sauren Lehm-Tonböden des Teltow, dessen trockene und nährstoffarme Sandflächen ferner anspruchslosen Gräsern wie Schafschwingel sowie Flechten genügen.

### Fauna
Rotwild gab es bereits zur Zeit der kurfürstlichen Parforcejagden kaum noch. Es kommt heute überhaupt nicht mehr vor; zwischen 1980 und 1990 gab es kurzzeitig noch einmal einiges Damwild. Im 21. Jahrhundert hat die Parforceheide einen hohen Bestand an Reh- und Schwarzwild. Laut Auskunft von Bernd Krause liegt das Aufkommen des Rehwildes bei rund acht Stück pro 100 Hektar, das der Wildschweine bei rund sechs Stück pro 100 Hektar. Bezogen auf die Gesamtfläche des Landschaftsschutzgebietes Parforceheide mit 2350 Hektar errechnet sich eine Gesamtzahl von rund 190 Rehen und 140 Wildschweinen. Trotz intensiver Bejagung nehmen die Bestände zu. Gelegentlich kommen Berliner Importe aus dem Grunewald hinzu: Im Februar 2005 durchschwamm eine Rotte Schwarzkittel den nahegelegenen Griebnitzsee und verwüstete zum Ärger der Brandenburger 1300 m² Wiesenfläche am Wald.
Die ohnehin hohe Zahl an Füchsen steigt weiter, Dachs und Steinmarder bleiben in ihrem Bestand stabil mit leicht ansteigender Tendenz und die Zahl der Iltisse geht zurück. An Vögeln sind Habicht, Sperber und vor allem der Schwarzspecht anzutreffen, Reptilien sind mit der Blindschleiche, Amphibien in hoher Zahl mit der Erdkröte vertreten, deren Population sich in den vielen kleinen Tümpeln gut entwickelt. In der Gruppe der Insekten nimmt die Nestzahl der größten europäischen Faltenwespen, der Hornissen, deutlich zu, während die Staaten der Roten Waldameise auch in der Parforceheide weiter zurückgehen. In älteren Eichenbeständen in der Nähe des Teltowkanals findet sich der gefährdete Große Eichenbock oder Riesenbock, den die Forstwirtschaft lange als Schädling eingestuft hatte. Der imposante Bockkäfer, dessen nach hinten gebogene Fühler beim Männchen eine Länge von zehn Zentimetern erreichen können, ist heute nach der FFH-Richtlinie der EU streng geschützt.

## Ökologie II: Verordnung Landschaftsschutzgebiet
Seit den 1990er Jahren arbeiten die Forstämter daran, schädliche Entwicklungen zu bremsen und naturnah ausgebildete Flächen zu gewinnen. Dazu setzen sie auf Maßnahmen wie das behutsame Zurückdrängen der florenfremden Baumarten, den Verzicht auf Kahlschläge, die Erhöhung des Totholzanteils und den Verzicht auf Düngemittel und Pestizide.
Seit 1994 gibt es das Novum einer länderübergreifenden forstlichen Rahmenplanung (FRP) von Berlin und Brandenburg mit dem Ziel, die Nutz-, Schutz- und Erholungsfunktionen des Waldes abzustimmen und nachhaltig zu sichern. Diese Planung fand 1997 zum Teil ihren Niederschlag in der Verordnung zum rund 2350 Hektar großen Landschaftsschutzgebiet, in der ausdrücklich – ganz im Sinne des Zweckverbandes von 1915 – die Funktion des Gebietes als klimatische Ausgleichsfläche im Süden des Ballungsraumes Berlin als Schutzzweck betont wird. Die Verordnung über das Landschaftsschutzgebiet Parforceheide des Landes Brandenburg vom 12. November 1997, die auch für den Berliner und Bundesteil der Parforceheide gilt, stellt folgende weitere Schutzzwecke sowie Pflege- und Entwicklungsmaßnahmen „dieser pleistozän geprägten Landschaft“ heraus:

### Schutzzwecke
Auszüge aus § 3 der Verordnung:
1. Erhaltung und Wiederherstellung des Naturhaushaltes in Bezug auf
  1. die Funktionsfähigkeit der Böden,
  2. die Funktionsfähigkeit des Wasserhaushaltes sowie die naturnahe Entwicklung der Fließgewässer,
  3. eine weiträumige, strukturreiche und teilweise ungestörte Landschaft als Lebensraum einer artenreichen Tier- und Pflanzenwelt,
  4. den Erhalt der weitgehend kulturunabhängigen, vielfältigen Biotope,
  5. die Erhaltung der naturnahen, zusammenhängenden Wälder,
  6. die Bedeutung als Pufferzone für die vom Gebiet umschlossenen Naturschutzgebiete,
2. die Erhaltung, Wiederherstellung und Entwicklung der Schönheit, Vielfalt und Eigenart eines typischen Ausschnitts der Jungmoränenlandschaft des Norddeutschen Tieflandes,
3. die nachhaltige Sicherung der Erholungsfunktion.

### Pflege- und Entwicklungsmaßnahmen
Unter § 6 werden beispielsweise Maßnahmen angeführt wie die Erhaltung von Feuchtwiesen durch Entbuschungen, Mahd bzw. Weide und die Überführung von Wiesen auf Niedermoorstandorten in extensive Bewirtschaftungsformen. Kleingewässer, Pfuhle und Teiche sowie Gräben, soweit sie ehemalige Bachläufe ersetzt haben, sollen renaturiert werden. Die vorhandenen Kiefernforstgesellschaften sollen „in Bestände überführt werden, die sich an der potenziell natürlichen Vegetation orientieren“. Zur Entwicklung eines naturverträglichen Erholungsraumes sieht die Verordnung „ein Netz von Rad-, Wander- und Reitwegen“ vor und die alten Pflasterstraßen sollen möglichst erhalten werden.

### Anspruch und Realität
Die Verordnung zum Landschaftsschutzgebiet verhinderte nicht, dass zu Beginn des 21. Jahrhunderts die beschriebenen Potsdamer Neubauviertel, die Nuthe-Schnellstraße und der sechsspurige Ausbau der A 115 Waldflächen vernichteten. Auch der heutige Zustand von Flora und Fauna zeigt, dass das LSG nicht in allen Bereichen die gewünschte Wirkung entfalten konnte.

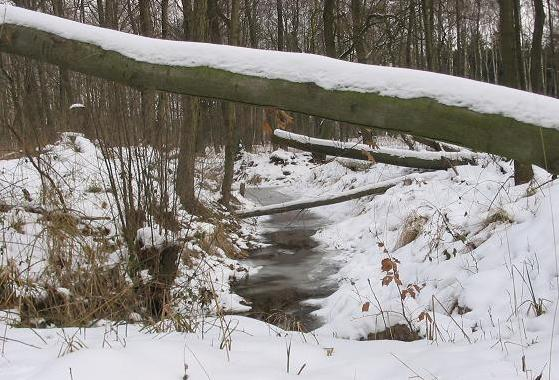
Hirtengraben

- Der geforderten naturnahen Entwicklung der Fließgewässer steht die Austrocknung des Hirtengrabens gegenüber,
- der geforderten Erhaltung der natürlichen Vegetation widerspricht das Absterben der letzten Auwälder und
- die geforderte Erhaltung der zusammenhängenden Wälder trat noch hinter jeden größeren Straßenbau zurück.

Die Ansprüche dieser Verordnung von 1997 sind also nur acht Jahre später in wichtigen Teilen von der Realität überholt. Im Mai 2004 kam es gegen große Widerstände zur Novellierung des brandenburgischen Naturschutzgesetzes mit der Folge, dass der Naturschutzbeirat des Landkreises Potsdam-Mittelmark sein bisheriges Einspruchsrecht, beispielsweise bei Planverfahren, verlor. Der siebenköpfige ehrenamtliche Beirat, dem zwei sehr engagierte und um die Parforceheide sowie das Bäketal bemühte Bürger aus Kleinmachnow und Güterfelde angehörten, trat daraufhin geschlossen zurück.
Zu den gelungenen Maßnahmen zählt die Erhöhung des Totholzanteils, der zum einen naturbelassen an Ort und Stelle bleibt und zum anderen zur Anlage einer sehr hohen Zahl von Benjeshecken zur Förderung der naturnahen Vegetation dient. Der Ausbau von Rad-, Reit- und Wanderwegen schreitet voran, eine neue Fußgängerbrücke über die Nuthe-Schnellstraße bindet seit 2005 die Große Rohrlake besser in das Wegenetz aus Richtung Stern ein.
Im Jahr 2014 wurde die Beantragung eines Hubschrauber-Sonderlandeplatzes eines Schönefelder Möbelunternehmens in der Parforceheide auf dem ehemaligen Truppenübungsgelände bei Güterfelde am Haussee bekannt und öffentlich kritisiert.